# Teide
El Teide (o Pic del Teide) és un estratovolcà i muntanya de Tenerife, Illes Canàries (28.27 N, 16.6 O). Amb una altitud de 3715 m sobre el nivell del mar (anteriorment s'havien mesurat 3718 m) i amb aproximadament uns 7000 m sobre el llit marí adjacent, és la muntanya més alta d'Espanya, la muntanya més alta de totes les illes atlàntiques i el tercer volcà més gran de la Terra. El Teide data de tipus d’erupcions des del tipus estrombolià fins al tipus plinià. Aquest edifici volcànic es troba dins de l’antic edifici volcànic canyada reial el qual alberga alguns cràters d’erupcions monogenètiques com Narices del Teide que només són del tipus d'erupció hawaiana. Combinant el sistema estrombolià amb l’anterior es crea el tipus de sistema eruptiu més comú a les illes Canàries.
Atès el seu historial eruptiu i la seva localització propera a centres poblats, el volcà ha estat designat com un dels 16 Volcans de la Dècada pel seu gran valor en l'estudi de la reducció de futurs desastres naturals. Es troba en repòs, amb una darrera erupció documentada l'any 1909 pel bufador subsidiari de Chinyero, al pendent oest del Teide. Altres erupcions destacades van ocórrer els anys 1704-1706 i 1798. El cim té algunes petites i actives fumaroles que emeten diòxid de sofre calent, així com d'altres gasos. Existeix una probabilitat mitjana-alta de futures erupcions, incloent el risc d'alguna d'altament perillosa del tipus piroclàstic com les dels Mont Pelée i Vesuvi. El nom Teide és una evolució castellana del nom originari Guanxe "Echeyde", anterior a la colonització castellana. Echeyde, a les llegendes Guanxes, era el nom donat al seu infern, on vivia una poderosa figura (Guayota) una mena de guardià de la porta d'aquell inframón.
A la prehistòria, fa uns 180 000 anys, un volcà encara més gran que el Teide va patir una explosió gegantina d'índex 7, que va fraccionar el pic deixant-lo lliscar fins al mar pel nord de l'illa, creant així les anomenades Cañadas del Teide, una gran caldera just per sobre dels 2500 m d'altitud, amb 15 km d'amplada d'est a oest i 10 km d'amplada de nord a sud. Al costat sud, els murs interns del cràter formen un penya-segat que va dels 2.715 m als 2 100 m a Guajara. El mateix cim del Teide i el bufador subsidiari anomenat Pico Viejo (3135 m), tots dos al costat nord de la caldera, deriven d'erupcions que van seguir la gran explosió prehistòrica.
El volcà i els seus voltants formen el Parc Nacional del Teide, que ha estat considerat Patrimoni de la Humanitat per la UNESCO. S'hi accedeix per una carretera pública que travessa la caldera de nord-est a sud-oest. Un telefèric surt des d'aquesta carretera a uns 2356 m i arriba gairebé al cim (3555 m). L'accés al cim és restringit, i cal un permís per ascendir els darrers 200 m. En 2016, va ser visitat per 4 079 823 visitants i turistes arribant a un rècord històric. A més és el parc nacional més visitat d'Espanya, d'Europa i actualment el novè del món.
El Teide destaca també per gran nombre d'endemismes botànics. Plantes, com el Cytisus supranubius (Retama del Teide), l'Echium wildpretii (Tajinaste rojo); una espectacular espècie de boraginàcia que pot arribar als 3 m d'alçada, i lErysium -Scoparium, una espècie de planta roquera. Als pendents d'alçada entre 1000 i 2000 m s'hi troben boscos de Pinus canariensis (Pi Canari).
Els romans denominaven a l'illa Nivaria, per la neu del volcà. El nom actual de l'illa també guarda relació amb el volcà, atorgat pels Benehaorites (aborígens de l'illa de La Palma). "Tene-" (muntanya) "-ife" (blanca), i la posterior castellanització del nom, va provocar que s'afegís una -r enmig.
En el quadern de bitàcola de Cristòfol Colom apareix una referència al Teide en erupció.

## Clima

Vista del cim des de 'Los Roques'

Teide 3D

| Dades climàtiques a Observatori del Teide (2371 msnm) | Dades climàtiques a Observatori del Teide (2371 msnm) | Dades climàtiques a Observatori del Teide (2371 msnm) | Dades climàtiques a Observatori del Teide (2371 msnm) | Dades climàtiques a Observatori del Teide (2371 msnm) | Dades climàtiques a Observatori del Teide (2371 msnm) | Dades climàtiques a Observatori del Teide (2371 msnm) | Dades climàtiques a Observatori del Teide (2371 msnm) | Dades climàtiques a Observatori del Teide (2371 msnm) | Dades climàtiques a Observatori del Teide (2371 msnm) | Dades climàtiques a Observatori del Teide (2371 msnm) | Dades climàtiques a Observatori del Teide (2371 msnm) | Dades climàtiques a Observatori del Teide (2371 msnm) | Dades climàtiques a Observatori del Teide (2371 msnm) |
| Mes                                                   | gen                                                   | febr                                                  | març                                                  | abr                                                   | maig                                                  | juny                                                  | jul                                                   | ag                                                    | set                                                   | oct                                                   | nov                                                   | des                                                   | anual                                                 |
| ----------------------------------------------------- | ----------------------------------------------------- | ----------------------------------------------------- | ----------------------------------------------------- | ----------------------------------------------------- | ----------------------------------------------------- | ----------------------------------------------------- | ----------------------------------------------------- | ----------------------------------------------------- | ----------------------------------------------------- | ----------------------------------------------------- | ----------------------------------------------------- | ----------------------------------------------------- | ----------------------------------------------------- |
| Màxima rècord °C (°F)                                 | 18.4 (65.1)                                           | 19.9 (67.8)                                           | 22.0 (71.6)                                           | 23.0 (73.4)                                           | 26.0 (78.8)                                           | 27.7 (81.9)                                           | 30.5 (86.9)                                           | 29.6 (85.3)                                           | 27.2 (81)                                             | 23.0 (73.4)                                           | 20.8 (69.4)                                           | 20.1 (68.2)                                           | 30.4 (86.7)                                           |
| Màxima mitjana °C (°F)                                | 7.5 (45.5)                                            | 8.0 (46.4)                                            | 10.2 (50.4)                                           | 11.8 (53.2)                                           | 14.5 (58.1)                                           | 18.9 (66)                                             | 23.0 (73.4)                                           | 22.6 (72.7)                                           | 18.6 (65.5)                                           | 14.3 (57.7)                                           | 11.1 (52)                                             | 8.8 (47.8)                                            | 14.11 (57.39)                                         |
| Mitjana diària °C (°F)                                | 4.3 (39.7)                                            | 4.7 (40.5)                                            | 6.4 (43.5)                                            | 7.6 (45.7)                                            | 10.1 (50.2)                                           | 14.4 (57.9)                                           | 18.5 (65.3)                                           | 18.2 (64.8)                                           | 14.5 (58.1)                                           | 10.6 (51.1)                                           | 7.8 (46)                                              | 5.6 (42.1)                                            | 10.23 (50.41)                                         |
| Mínima mitjana °C (°F)                                | −1.1 (30)                                             | −1.3 (29.7)                                           | 2.7 (36.9)                                            | 3.5 (38.3)                                            | 5.8 (42.4)                                            | 9.9 (49.8)                                            | 14.0 (57.2)                                           | 13.8 (56.8)                                           | 10.4 (50.7)                                           | 6.9 (44.4)                                            | 4.5 (40.1)                                            | 2.4 (36.3)                                            | 5.96 (42.72)                                          |
| Mínima rècord °C (°F)                                 | −16.0 (3.2)                                           | −9.8 (14.4)                                           | −9.1 (15.6)                                           | −8.2 (17.2)                                           | −5.1 (22.8)                                           | −1.4 (29.5)                                           | −0.2 (31.6)                                           | 1.2 (34.2)                                            | 0.0 (32)                                              | −3.0 (26.6)                                           | −4.0 (24.8)                                           | −6.8 (19.8)                                           | −16.0 (3.2)                                           |
| Precipitació mitjana mm (polzades)                    | 47 (1.85)                                             | 57 (2.24)                                             | 58 (2.28)                                             | 18 (0.71)                                             | 7 (0.28)                                              | 0 (0)                                                 | 0 (0)                                                 | 5 (0.2)                                               | 13 (0.51)                                             | 37 (1.46)                                             | 54 (2.13)                                             | 60 (2.36)                                             | 392 (15.43)                                           |
| Mitjana de dies de precipitació                       | 4.5                                                   | 4.0                                                   | 4.1                                                   | 2.7                                                   | 1.1                                                   | 0.2                                                   | 0.1                                                   | 0.5                                                   | 1.6                                                   | 3.7                                                   | 4.4                                                   | 5.6                                                   | 33.4                                                  |
| Mitjana de dies de pluja                              | 2.1                                                   | 1.5                                                   | 2.0                                                   | 2.1                                                   | 0.9                                                   | 0.2                                                   | 0.1                                                   | 0.5                                                   | 1.6                                                   | 3.5                                                   | 3.8                                                   | 4.0                                                   | 22.3                                                  |
| Mitjana de dies de neu                                | 2.4                                                   | 2.5                                                   | 2.1                                                   | 0.6                                                   | 0.2                                                   | 0.0                                                   | 0.0                                                   | 0.0                                                   | 0.0                                                   | 0.2                                                   | 0.6                                                   | 1.2                                                   | 9.8                                                   |
| Mitjana de dies de gelada                             | 12.3                                                  | 10.3                                                  | 9.0                                                   | 6.5                                                   | 2.8                                                   | 0.0                                                   | 0.0                                                   | 0.0                                                   | 0.0                                                   | 0.6                                                   | 3.8                                                   | 8.3                                                   | 53.6                                                  |
| Humitat relativa mitjana (%)                          | 47                                                    | 67                                                    | 58                                                    | 18                                                    | 7                                                     | 0                                                     | 0                                                     | 5                                                     | 13                                                    | 37                                                    | 54                                                    | 60                                                    | 30.5                                                  |
| Mitjana mensual d'hores de sol                        | 226                                                   | 223                                                   | 260                                                   | 294                                                   | 356                                                   | 382                                                   | 382                                                   | 358                                                   | 295                                                   | 259                                                   | 220                                                   | 218                                                   | 3.473                                                 |
| Font #1: amet.es                                      |                                                       |                                                       |                                                       |                                                       |                                                       |                                                       |                                                       |                                                       |                                                       |                                                       |                                                       |                                                       |                                                       |
| Font #2: amet.es (valors extrems, 1920-2015)          |                                                       |                                                       |                                                       |                                                       |                                                       |                                                       |                                                       |                                                       |                                                       |                                                       |                                                       |                                                       |                                                       |